# Rosenbergia lactiflua
Rosenbergia lactiflua là một loài bọ cánh cứng trong họ Cerambycidae.